# IC 1198
IC 1198 ist eine Spiralgalaxie vom Hubble-Typ Sc im Sternbild Serpens am Himmelsäquator. Sie ist schätzungsweise 455 Millionen Lichtjahre von der Milchstraße entfernt.
Das Objekt wurde am 29. Juni 1891 von Stéphane Javelle entdeckt.